# Бернијер ле Патри
Бернијер ле Патри (фр. Bernières-le-Patry) насеље је и општина у северној Француској у региону Доња Нормандија, у департману Калвадос која припада префектури Вир.
По подацима из 2011. године у општини је живело 566 становника, а густина насељености је износила 36,12 становника/km². Општина се простире на површини од 15,67 km². Налази се на средњој надморској висини од 182 метара (максималној 270 m, а минималној 152 m).

## Демографија
| 1962. | 1968. | 1975. | 1982. | 1990. | 1999. | 2011. |
| ----- | ----- | ----- | ----- | ----- | ----- | ----- |
| 625   | 658   | 532   | 512   | 485   | 502   | 566   |

График промене броја становника у току последњих година